# Microregione di Ubá
Ubá è una microregione del Minas Gerais in Brasile, appartenente alla mesoregione di Zona da Mata.

## Comuni
È suddivisa in 17 comuni:
- Astolfo Dutra
- Divinésia
- Dores do Turvo
- Guarani
- Guidoval
- Guiricema
- Mercês
- Piraúba
- Rio Pomba
- Rodeiro
- São Geraldo
- Senador Firmino
- Silveirânia
- Tabuleiro
- Tocantins
- Ubá
- Visconde do Rio Branco